# 国鉄タ2000形貨車
国鉄タ2000形貨車（こくてつタ2000がたかしゃ）は、かつて鉄道省、日本国有鉄道（国鉄）及び1987年（昭和62年）4月の国鉄分割民営化後は日本貨物鉄道（JR貨物）に在籍したタンク車（私有貨車）である。

## 概要
1941年（昭和16年）12月27日に新潟鐵工所にてタム200形より2両（タム273 - タム274）の専用種別変更（二硫化炭素→アルコール）が行われ、形式名は新形式名であるタ2000形（タ2000 - タ2001）が与えられた。アルコールの比重は二硫化炭素より軽いため積載荷重は5 t 減トンされ10 t とされた。種車となったタム273 - タム274は1939年（昭和14年）8月31日製造の新潟鐵工所製であり、タム200形として落成したわずか2年後であった。
1951年（昭和26年）11月6日に新潟鐵工所にてタム900形より1両（タム972）の専用種別変更（カセイソーダ液→アルコール）が行われ、本形式（タ2002）に編入された。種車となったタム972は1959年（昭和24年）3月に東洋レーヨンにて製造された戦災復旧車である。
以上合計3両（タ2000 - タ2002）が本形式として運用された。
落成時の所有者は日本曹達（タ2000 - タ2001）、酒精産業（タ2002）の2社でありそれぞれの常備駅は信越本線（現在のえちごトキめき鉄道妙高はねうまライン）の二本木駅、総武本線の稲毛駅であった。
その後日本曹達所有車は1961年（昭和36年）12月1日に、酒精産業所有車は1956年（昭和31年）3月3日に日本アルコール販売に名義変更された。常備駅は、稲毛駅を振り出しに伊賀駅、石岡駅、鉾田駅、新崎駅と各地をまわった。
貨物列車の最高速度引き上げが行われた1968年（昭和43年）10月1日ダイヤ改正対応のため、全車（3両）が新津工場、若松工場にて二段リンク式に改造された。荷役方式は全車とも上入れ、下出し方式である。
1979年（昭和54年）10月より化成品分類番号「燃31」（燃焼性の物質、引火性液体、危険性度合2（中））が標記された。
塗色は黒であり、寸法関係は種車形式の違いにより2種類ある。全長は7,350 mm、7,800 mm、全幅は2,300 mm、2,430 mm、全高は 3,490 mm、3,450 mm、軸距は3,650 mm、3,900 mm、実容積は11.5 m3、12.1 m3、自重は9.6 t - 10.7 t、換算両数は積車2.2、空車1.0、最高運転速度は75 km/h（二段リンク式に改造後）、車軸は12 t長軸である。
1987年（昭和62年）4月の国鉄分割民営化時には2両（1972年（昭和47年）7月28日にタ2000が廃車）の車籍がJR貨物に継承された。
1996年（平成8年）にタ2001は廃車になった。実に誕生より57年間に渡り運用された。
1996年（平成8年）4月に最後まで在籍したタ2002が廃車になり形式消滅、同時に「タ」車（積載重量13t以下のタンク車）の全滅となった。本車（タ2002）は日本最後のタ車である。

## 保存

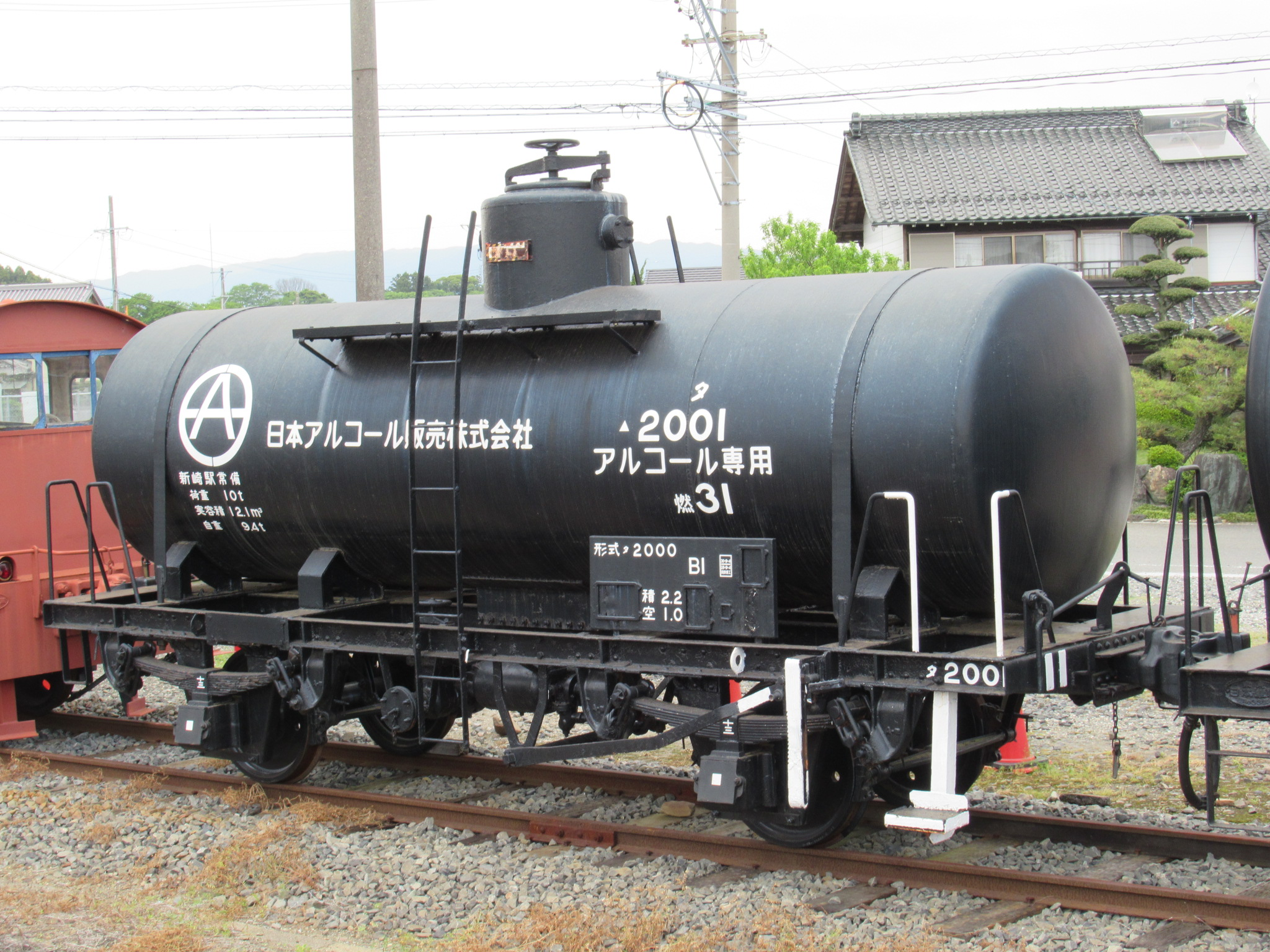
国鉄タ2001　貨物鉄道博物館

三重県いなべ市の貨物鉄道博物館（三岐鉄道三岐線丹生川駅構内）に、タ2001が保存されている。